# Jan Ziembicki (rotmistrz)
Jan Gwalbert Edward Ziembicki (ur. 15 października 1896 w Proszowej, zm. 16 marca 1937 we Lwowie) – rotmistrz Wojska Polskiego.

## Życiorys
Urodził się 15 października 1896 we wsi Proszowa, w ówczesnym powiecie tarnopolskim Królestwa Galicji i Lodomerii, w rodzinie Stanisława Ziembickiego h. Półkozic (1852–1919) i Wandy Angelli z d. Demele (1870–1950). Miał siostrę Helenę Rosalię po mężu Radnicką (1898–1980), drugą siostrę (1892–1919) oraz brata Grzegorza (1905–1963). Był harcerzem 7 drużyny przy Sokole-Macierzy we Lwowie.
Podczas I wojny światowej w szeregach 13 kompanii 3 Pułku Piechoty Legionów walczył w Małopolsce Wschodniej. Następnie został wcielony do 5 szwadronu 2 Pułku Ułanów, z którym przeszedł całą kampanię aż do jego rozwiązania w 1918. W wojnie 1918–1921 walczył jako ochotnik Szwadronu Kawalerii Lwowskiej „Wilki”. Po wojnie ukończył Oficerską Szkołę Kawalerii i pełnił służbę m.in. w 5 Pułku Strzelców Konnych w Tarnowie. 27 stycznia 1930 został mianowany rotmistrzem ze starszeństwem z 1 stycznia 1930 i 44. lokatą w korpusie oficerów kawalerii. W październiku 1931 został przeniesiony do Centrum Wyszkolenia Kawalerii w Grudziądzu, później do 6 Pułku Strzelców Konnych w Żółkwi.
Zmarł 16 marca 1937 we Lwowie. Dwa dni później został pochowany na Cmentarzu Obrońców Lwowa .
Był mężem Kazimiery Ziuty z d. Dziedzic (1901–1978).

## Ordery i odznaczenia
- Krzyż Niepodległości (9 listopada 1932)[16]
- Krzyż Walecznych (dwukrotnie)[17]
- Srebrny Krzyż Zasługi (10 listopada 1928)[18][17]
- Medal Pamiątkowy za Wojnę 1918–1921[14]
- Medal Dziesięciolecia Odzyskanej Niepodległości[14]
- Krzyż Obrony Lwowa[19]